# Cervoglenea lata
Cervoglenea lata är en skalbaggsart som först beskrevs av J. Linsley Gressitt 1935.  Cervoglenea lata ingår i släktet Cervoglenea och familjen långhorningar.
Artens utbredningsområde är Taiwan. Inga underarter finns listade i Catalogue of Life.